# Résolution 2010 du Conseil de sécurité des Nations unies
Membres permanents
- Chine
- États-Unis
- France
- Royaume-Uni
- Russie

Membres non permanents
- Afrique du Sud
- Allemagne
- Bosnie-Herzégovine
- Brésil
- Colombie
- Gabon
- Inde
- Liban
- Nigéria
- Portugal

Résolution no 2009 Résolution no 2011
La résolution 2010 du Conseil de sécurité des Nations unies a été adoptée à l'unanimité le 30 septembre 2011.

## Résolution
Adoptant à l'unanimité la résolution 2010 (2011) au titre du chapitre VII de la Charte des Nations unies, le Conseil autorise les États membres de l'Union africaine à maintenir le déploiement de l'AMISOM jusqu'au 31 octobre 2012, et a également demandé à l'Union africaine d'« accroître d'urgence » la force à son niveau mandaté de 12 000 hommes, et a exprimé son intention de considérer la nécessité éventuelle d'ajuster ce niveau lorsque l'AMISOM atteindrait son effectif maximal.
Le Conseil a encouragé l'Organisation des Nations unies, selon d'autres termes du texte, à travailler avec le bloc africain de 53 membres pour mettre en place une force de garde, au niveau des troupes mandatées par la Mission, pour fournir des services de sécurité, d'escorte et de protection au personnel international, y compris au personnel des Nations unies. Il a en outre prié le secrétaire général de continuer à fournir un soutien logistique à l'AMISOM pour un maximum de 12 000 personnes, y compris les gardes, jusqu'au 31 octobre 2012, tout en garantissant la responsabilité et la transparence des dépenses des Nations unies.